# Kit Kyle
Kit Kyle (Winnetka, Illinois, 1965) va ser un ciclista estatunidenc que competia en les proves en pista.

## Palmarès
- 1983
  - 2n al Campionat del món júnior en Persecució per equips
- 1984
  -  Campió dels Estats Units amateur en Persecució per equips
- 1986
  - 2n al Campionat del món en Tàndem (amb David Lindsey)